# 상주여자중학교
상주여자중학교(尙州女子中學校)는 대한민국 경상북도 상주시 남성동에 있는 공립 중학교이다.

## 학교 연혁
- 1945년 5월 30일 : 상주공립실과 여학교 개교
- 1945년 10월 30일 : 초대 이정섭 교장 취임
- 1947년 2월 5일 : 상주여자중학교로 교명 변경
- 1950년 6월 1일 : 학제변경 전수과 폐지, 4년제 실시
- 2003년 2월 11일 : 상주여중 실내체육관 준공
- 2008년 3월 1일 : 19학급 인가(특수학급 2학급)
- 2012년 3월 1일 : 상주교육지원청 지정 독서교육 시범 연구학교 운영(2014.2.28 완료)
- 2012년 12월 30일 : 교과교실제 리모델링 공사 시행
- 2022년 9월 1일 : 제32대 황대섭 교장 취임
- 2023년 2월 7일 : 제76회 졸업식 (졸업생 130명, 총 누계 18,540명)

## 참고 자료
- 상주여자중학교 - 한국교육학술정보원 학교알리미